# Marco Reguzzoni
Marco Giovanni Reguzzoni (Busto Arsizio, 30 maggio 1971) è un politico italiano.
Imprenditore, già esponente della Lega Lombarda, è stato presidente della Provincia di Varese dal 26 maggio 2002 al 12 febbraio 2008 e Capogruppo dei deputati della Lega Nord alla Camera dei deputati dal 26 aprile 2010 al 20 gennaio 2012, anno in cui ha abbandonato ogni carica politica. Nel 2010 fonda Volandia (Parco e Museo del Volo). Dal 2024 è iscritto a Forza Italia.

## Biografia
Nato a Busto Arsizio (Varese), dove si è diplomato al liceo classico Daniele Crespi, si è laureato in ingegneria gestionale presso il Politecnico di Milano, nell'ottobre 2023 si laurea in Sviluppo Economico e Relazioni Internazionali presso la Facoltà di Scienze Politiche dell'Università di Pavia con il voto di 110 e lode e una tesi dal titolo "Europa o fine della civiltà?".
Tesserato alla Lega Lombarda come "Riaa" dal 1986, è stato consigliere comunale di Busto Arsizio (1993-1997) e consigliere provinciale do Varese (1993-2008), ricoprendo fin da giovanissimo vari incarichi tra i quali quelli di segretario provinciale di Varese, di organizzatore della festa nazionale e di responsabile organizzativo federale.

Al momento della sua elezione a presidente della Provincia di Varese, nel 2002, all'età di 31 anni, diventa il più giovane presidente di Provincia d'Italia, eletto nel turno elettorale del 2002 con il 56,8% dei voti in rappresentanza di una coalizione di centrodestra. Nel 2007 per la stessa coalizione viene riconfermato alla presidenza della provincia con un successo senza precedenti che sfiora il 70% dei voti. È l'uomo politico più votato nella storia della provincia di Varese, e nel giugno 2007 viene nominato vice segretario Nazionale della Lega Lombarda.

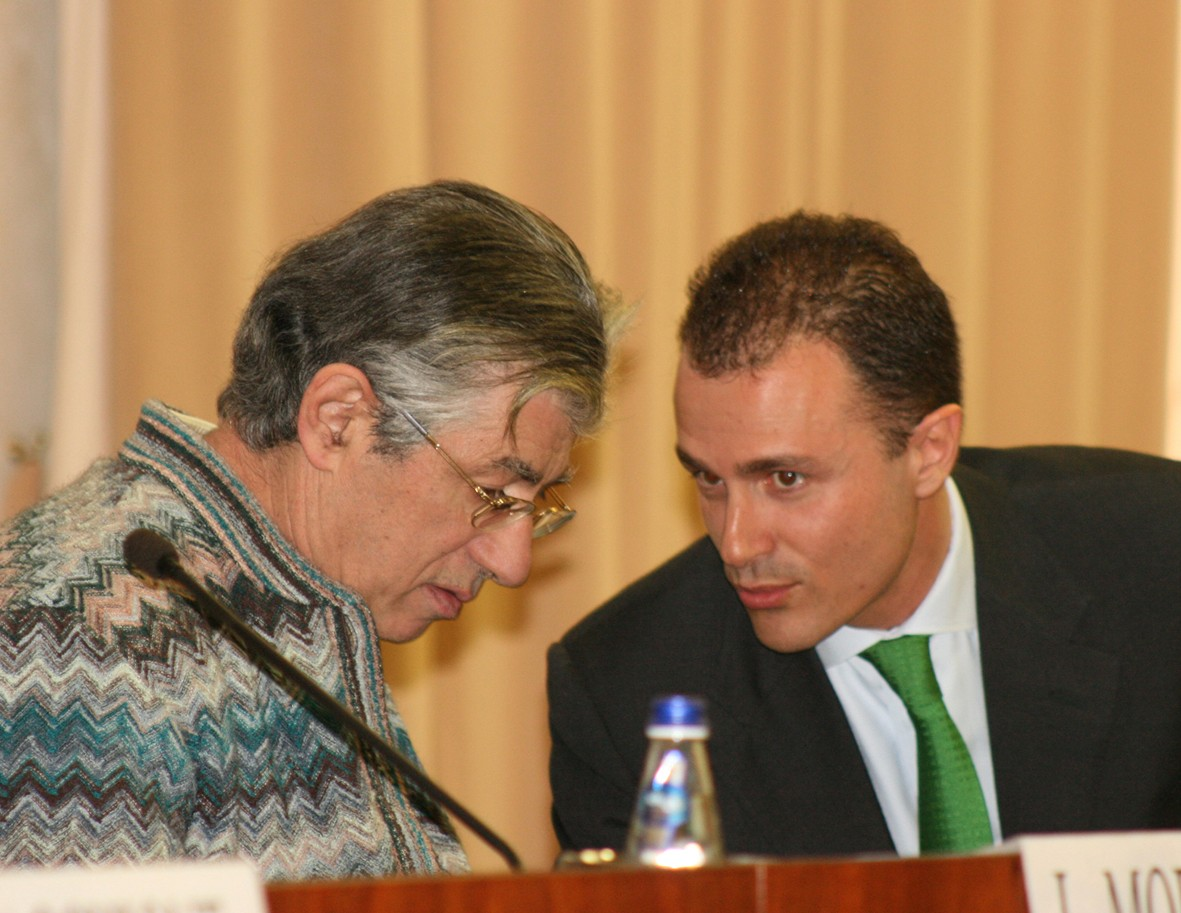
Reguzzoni con Umberto Bossi nel 2009.

Il 30 marzo 2008 era a Parigi sul palco del BIE con Letizia Moratti per festeggiare la vittoria di Milano nella gara con Smirne per aggiudicarsi l'Esposizione Universale: era infatti Presidente della società del gruppo Fiera Milano che ha presentato la candidatura per l'Expo 2015.
Alle elezioni politiche del 2008 è stato eletto parlamentare alla Camera ricoprendo il ruolo di Vicepresidente del gruppo Lega Nord. Il 28 aprile 2010 della medesima legislatura è stato nominato Capogruppo della Lega Nord alla Camera dei deputati.
Da sempre vicino a Umberto Bossi, pone attenzione alle questioni economiche e per piccole imprese, allo sviluppo dell'aeroporto di Malpensa, all'Expo 2015 e alle infrastrutture lombarde.
Il 22 giugno 2011 alcuni deputati firmano una lettera (primo firmatario Roberto Maroni) per chiedere l'elezione di un nuovo capogruppo alla Camera, ma il leader Umberto Bossi esprime piena fiducia in Reguzzoni confermandolo nel ruolo di Presidente di gruppo almeno fino alla fine del 2011. A gennaio Reguzzoni si dimette e gli succede Gianpaolo Dozzo.
È autore della legge Reguzzoni sul "Made in Italy", detta anche legge Reguzzoni-Versace, oltre che di numerose proposte di legge e interrogazioni parlamentari nel campo delle piccole e medie imprese, del credito alle aziende e alle famiglie, delle infrastrutture e del federalismo.
A giugno 2015 viene espulso da direttivo provinciale di Varese della Lega dopo aver lanciato al Teatro Nuovo di Milano con Nunzia De Girolamo I Repubblicani, associazione politica nata con l’intento di raggruppare le varie anime del centrodestra dopo l’introduzione della nuova legge elettorale e quindi l’idea di una federazione tra Forza Italia, Lega, Fratelli d’Italia e il partito di Alfano.
Due anni dopo con altri ex esponenti del Carroccio supporta, pur senza candidarsi, la nascita di Grande Nord in opposizione alla svolta nazionale fatta intraprendere da Matteo Salvini alla Lega Nord.
È fondatore e presidente del Parco e Museo del Volo Volandia a Malpensa, inaugurato nel 2010 nella sede storica delle ex Officine Aeronautiche Caproni..

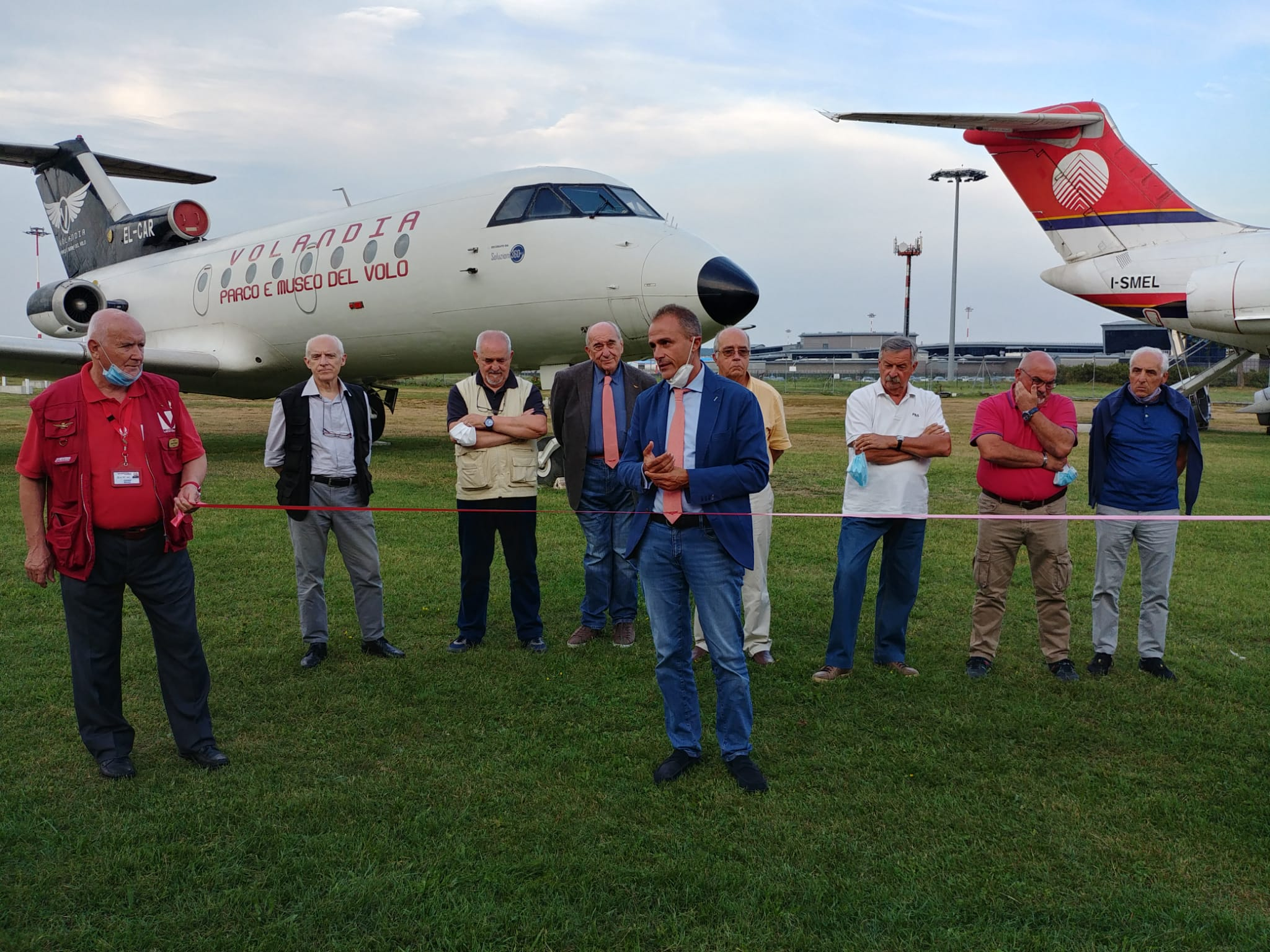
Reguzzoni all'inaugurazione dello Yakovlev Yak-40 di Volandia, 2020.

Imprenditore nel campo delle biotecnologie, ha fondato una società attiva nella ricerca, nello studio e nella conservazione delle cellule staminali amniotiche e placentari.
Nel settembre 2023 riprende in mano l’associazione I Repubblicani assumendone la presidenza. Nel marzo del 2024 partecipa al congresso del Partito Popolare Europeo a Bucarest in vista delle elezioni europee di giugno e il mese seguente ufficializza la propria candidatura da indipendente con Forza Italia nella circoscrizione Nord-Ovest. Reguzzoni viene sostenuto apertamente da Umberto Bossi  e con 8.004 preferenze si piazza ottavo in lista non risultando eletto. Nell'ottobre dello stesso anno si iscrive ufficialmente a Forza Italia.

## Vita privata
Sposato con Elena Speroni, figlia dell'esponente storico della Lega Nord Francesco Speroni, ha due figlie: Carolina e Beatrice.

## Libri e pubblicazioni
- Rizzoli "Gente del Nord - L'avventura della Lega vissuta dall'interno".
- De Agostini "Varese Provincia d'Autore", volume con foto e descrizioni dei luoghi della Provincia di Varese; contributi di varesini celebri, tra i quali Renato Pozzetto, Francesca Senette, Dario Fo, Uto Ughi, Umberto Bossi, Ottavio Missoni. Nella seconda ristampa, è stato tradotto in otto lingue.
- Arnoldo Mondadori Editore printing - Il Giornale "Expo 2015, un'opportunità per tutti". Prefazione di Letizia Moratti e Roberto Formigoni. Post-fazione di Luigi Roth. Distribuito nelle edicole da "Il Giornale" ha venduto oltre 10 000 copie.
- Macchione Editore "Marketing del Territorio - Il caso Provincia di Varese". Volume dedicato al concetto di "marketing del territorio", contiene elementi generali e paragrafi descrittivi delle azioni di marketing territoriale pianificate e realizzate
- Franco Angeli Editore - Trasparency International di Anna Marra "Etica e performance nella pubblica amministrazione"[28]
- "I Numeri della Provincia di Varese", in collaborazione con l'Istituto Guglielmo Tagliacarne e con Mauro Carabelli, Marco Pinti, Andrea della Bella. Analisi dei numeri e delle statistiche delle provincie italiane, raffrontati in particolare con Varese.
- "Volandia - Il sogno del Volo" - Volandia, Fondazione Museo dell'Aeronautica, 2015.
- "Vento di Cambiamento" - I Repubblicani [29]
- "Antonio Martino - Interventi Istituzionali" - I Repubblicani [30]